# Braco (Jamaica)
Braco is een plaats aan de noordkust van de Caraïbische eilandstaat Jamaica.

## Beschrijving
Braco, dat deel uitmaakt van de parish Trelawny, werd genoemd naar de gelijknamige plaats in het Schotse raadsgebied Perth and Kinross. Het toerisme is er een belangrijke inkomstenbron.
In Braco staat het Grand Lido Braco Jamaica, een van de grootste holiday resorts van het land. Tijdens de Tweede Wereldoorlog werd op deze locatie door de Amerikaanse luchtmacht een vliegveld aangelegd. De landingsbaan daarvan werd in het midden van de jaren tachtig echter gesloten en geblokkeerd, omdat deze door drugssmokkelaars werd gebruikt.